# Heterotrofni organizmi
Heterotrofija (grčki heteros - tuđi, stran, onaj drugi; trophe - hranjenje), (odnosno heterotrofni organizmi) je pojam u biologiji kojim se označava svojstvo stanice (odnosno jednog organizma) da ugljikohidrate koji su joj (mu) potrebni za život, uzimaju iz organskih tvari. To je svojstvo živog organizma da za građu svog tijela neophodno treba ugljikohidrate koji su već sintetizirani organski spojevi.  
Tako su na primjer gljive heterotrofni organizmi jer se hrane organskim hranjivima i uspijevaju i u mraku. 
Heterotrofija je dovela do različitih oblika zajedničkog života organizama različitih vrsta - s različitim stupnjevima međusobne ovisnosti:
- Komenzalizam: Jedan od dva partnera ima značajne koristi, drugi partner nema vidljivu štetu.
- Mutualizam: Partnerstvo je korisno za oba partnera.
- Antagonizam: Korist ima samo jedan partner, drugi ima samo manju ili veću, nekad i sudbonosnu, štetu.

vidi i:
- Razmjena tvari i energije
- Autotrofija